# Gabão nos Jogos Olímpicos de Verão de 1984
O Gabão competiu nos Jogos Olímpicos de Verão de 1984 em Los Angeles, Estados Unidos. O país retornou às Olimpíadas após boicotar os jogos de 1976 e 1980.

## Resultados por Evento

### Atletismo
100 m feminino
- Gisele Ongollo
  - Primeira Eliminatória — 12.40s (→ não avançou)

Arremesso de peso feminino
- Odette Mistoul
  - Final — 14,59 m (→ 13º lugar)